# تاإيشي سوما
تاإيشي سوما (باليابانية: 相馬 大士) (مواليد 2 فبراير 1993)، هو لاعب كرة قدم سابق كان يلعب كلاعب وسط.

## وصلات خارجية
- تاإيشي سوما على موقع قاعدة بيانات كرة القدم.إي يو (الإنجليزية)
- تاإيشي سوما على موقع Soccerway.com (الإنجليزية)